# (930) Westphalia
(930) Westphalia – planetoida z grupy pasa głównego asteroid okrążająca Słońce w ciągu 3 lat i 290 dni w średniej odległości 2,43 au. Została odkryta 10 marca 1920 roku w Hamburg-Bergedorf Observatory w Bergedorfie przez Waltera Baade. Nazwa pochodzi od Westfalii, krainy w której urodził się odkrywca. Przed nadaniem nazwy planetoida nosiła oznaczenie tymczasowe (930) 1920 GS.